# Dicranum bicolor
Dicranum bicolor là một loài rêu trong họ Dicranaceae. Loài này được Hornsch. ex Müll. Hal. mô tả khoa học đầu tiên năm 1848.